# Ingenui perversi
Ingenui perversi (Niewinni czarodzieje) è un film del 1960 diretto da Andrzej Wajda.

## Trama
Varsavia, 1960. Bazyli è un giovane medico e un batterista jazz. Vive in uno studio spartano, sognando tempi migliori. L'uomo, giovane ed individualista, si tinge i capelli di biondo ed è popolare con le ragazze, ma incapace di un legame serio. Le giovani donne si annoiano rapidamente di lui e il suo lavoro come medico sportivo lo annoia. La sera si esibisce con la sua band jazz e poi va in giro per i bar. Il suo amico Edmund gli chiede consiglio su come avere successo con le donne. In un jazz bar Edmund vede una ragazza giovane e convince Bazyli ad aiutarlo. Edmund guidando il suo taxi si ferma di fronte a un pub ma la giovane donna, però, non vuole fermarsi e Bazyli l'accompagna alla stazione. Vive fuori di Varsavia, e avendo perduto l'ultimo treno passa la notte insieme a Bazyli.
La notte è caratterizzata da intellettuali, approssimative e affettuose conversazioni. Mentre il sole sorge, Bazyli scopre di essersi innamorato della ragazza sconosciuta. Quando i suoi amici della jazz band lo attirano fuori dell'appartamento, al suo rientro la ragazza non c'è più. Bazyli si propone di cercarla attraverso Varsavia, ma non riesce a trovarla. Lui conosce solo il suo nome di fantasia "Pelagia" e non sa nemmeno dove abiti. Deluso torna a casa e trova Pelagia, che ha già preparato il tè per la colazione. Tuttavia, cerca di non dar peso alla sua infatuazione. Quando Pelagia lascia il suo appartamento, lui non la ferma, ma la ragazza, quando è già nella tromba delle scale, decide di tornare indietro.